# Revenge (singolo XXXTentacion)
Revenge, conosciuto anche con il titolo originario, poi modificato, Garette's Revenge, è un singolo del rapper e cantante statunitense XXXTentacion, pubblicato il 18 maggio 2017 come brano di lancio dell'album solista 17, pubblicato il seguente 25 agosto.
Assieme a Fuck Love, è l'unico brano dell'album di Onfroy ad essere stato reso disponibile sul suo profilo SoundCloud.

## Descrizione
Il tema trattato da Onfroy in Revenge è quello della vendetta. I richiami alla vita personale del rapper sono molteplici, con continui riferimenti alla vicenda legale ed amorosa tra XXXTentacion e l'ex fidanzata Geneva Ayala e, soprattutto, alla scomparsa di Jocelyn Flores, amica di Onfroy suicidatasi poco dopo averlo rivisto dopo tanto tempo. La copertina del singolo, infatti, altro non è che la foto del biglietto lasciato da Jocelyn come proprio addio, prima di uccidersi.
Onfroy accusa la società di essere corrotta fino al midollo, e che l'instabilità psicologica di XXXTentacion è derivata proprio dai continui atti malvagi commessi nei suoi confronti.

## Accoglienza
Il pubblico rimase particolarmente sorpreso, all'uscita di Revenge, essenzialmente per l'assenza dei tipici bassi distorti caratteristici dello stile musicale di Onfroy. Come accadrà poi per 17, la critica si rivela orientata essenzialmente su un giudizio positivo, anche se non mancano le sottolineature ad uno stile melenso, per quanto innovativo.

## Tracce
Testi e musiche di Jahseh Onfroy.
1. Revenge – 2:00

## Classifiche
| Classifica (2017-23) | Posizione massima |
| -------------------- | ----------------- |
| Canada               | 80                |
| Grecia               | 71                |
| Italia               | 69                |
| Lituania             | 17                |
| Repubblica Ceca      | 67                |
| Slovacchia           | 62                |
| Stati Uniti          | 77                |